# Karl Gottlieb Bretschneider
Karl Gottlieb Bretschneider (født 11. februar 1776 i Sachsen, død 22. januar 1848) var en tysk rationalistisk teolog.
Bretschneider, som fra 1816 var generalsuperintendent i Gotha, har forfattet et stort antal skrifter i rationalistisk ånd, bl.a. en ordbog til det Nye Testamente (3. udgaven 1840), Handbuch der Dogmatik der evangelisch-lutherischen Kirche (4. udgaven 1838). Han har udgivet Melanchthons værker i Corpus Reformatorum (1834 ff.). Størst opsigt vakte hans skrift Probabilia (1820), der angriber Johannesskrifternes ægthed. Bretschneider har skildret sit liv i Aus meinem Leben (1851).
1. ↑  Navnet er anført på engelsk og stammer fra Wikidata hvor navnet endnu ikke findes på dansk.
2. ↑  Navnet er anført på engelsk og stammer fra Wikidata hvor navnet endnu ikke findes på dansk.